# Rock Reggae Festival

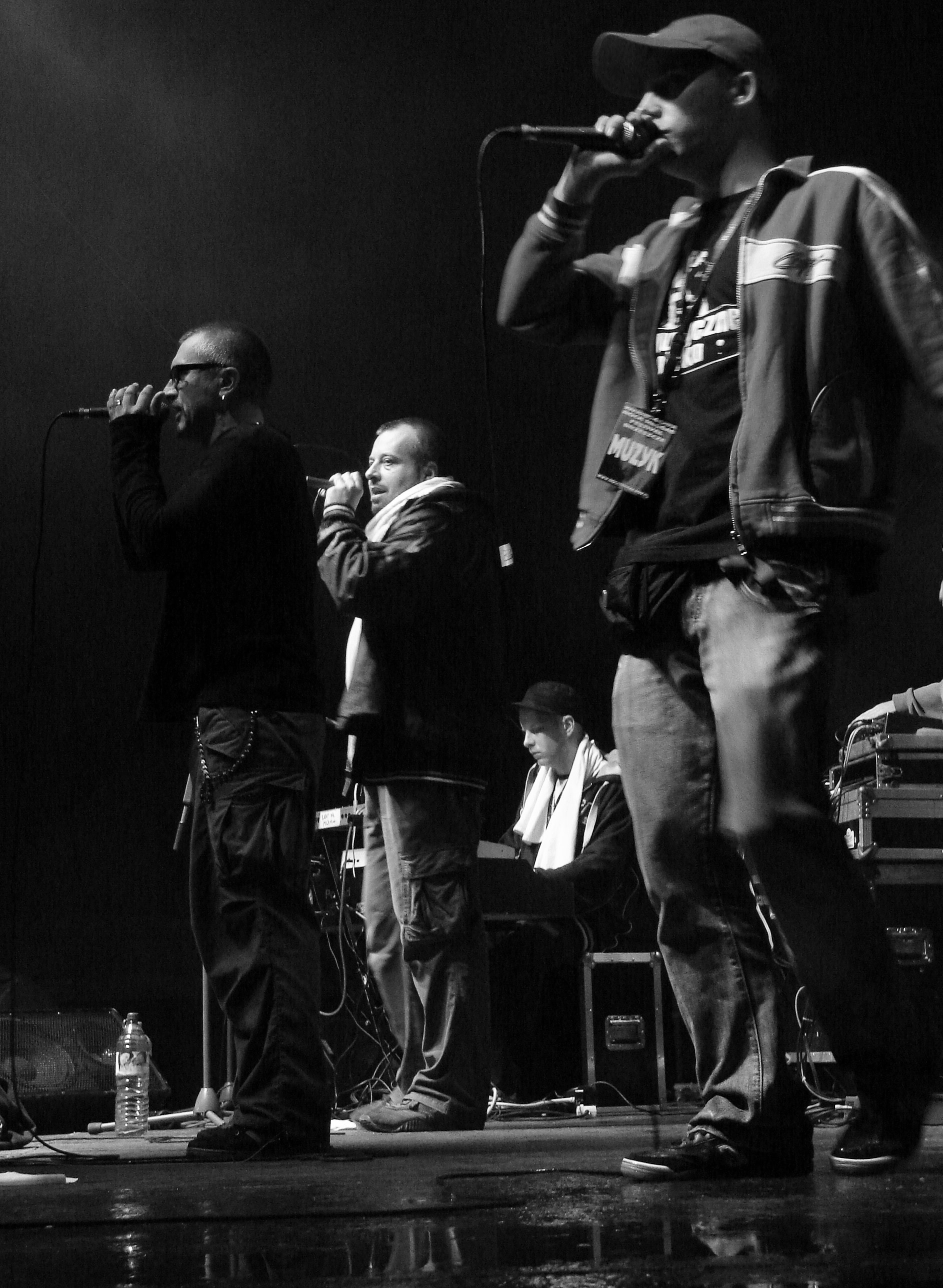
Vavamuffin – Rock Reggae Festival Brzeszcze

Rock Reggae Festival, od 2013 roku znany jako B-festival – festiwal muzyczny, który odbywa się cyklicznie w sierpniu od 2005 roku w miejscowości Brzeszcze w województwie małopolskim.

## Historia
Historia Rock Reggae Festival sięga 2005 r. Wtedy po raz pierwszy młodzi ludzie z pomocą Ośrodka Kultury w Brzeszczach zorganizowali festiwal muzyczny, zapraszając do Brzeszcz m.in. Indios Bravos, Blade Loki czy Całą Górę Barwinków. Ideą festiwalu jest dobra zabawa przy dźwiękach muzyki rock, reggae oraz alternatywnej. Podczas festiwalu można usłyszeć gwiazdy rodzimej sceny rock i reggae, oraz poznać mniej znane, acz ważne projekty muzyki alternatywnej, nie mainstreamowej.

## Edycje Festiwalu

### 2005
- odbyła się 10 września na Stadionie KS Górnik[3]
- zespoły, które wystąpiły: The Nuts, Kilimandżaro, Blade Loki, Cała Góra Barwinków, Jedyny Sensowny Wybór, Indios Bravos

### 2006
- odbyła się 9 września na Stadionie KS Górnik
- zespoły, które zagrały: Skandal, Bongo Bliss, Dusza, Oranżada, Tabu, Lion Vibrations, Alians, Jamal, Armia

### 2007
- odbyła się od 7 i 8 września na Stadionie KS Górnik
- w czasie festiwalu Ośrodek Kultury w Brzeszczach pierwszego dnia zorganizował pierwszy Przegląd Zespołów Muzycznych RRF SUPPORT 2007[4]
- zespoły, które zagrały: East West Rockers, Konopians, Akurat, Brygada Kryzys, Vavamuffin, Farben Lehre

### 2008
- odbyła się 5 i 6 września na stadionie
- zespoły, które wystąpiły: AbradAb, Izrael, Dezerter, Daab

### 2009
- odbyła się 28 i 29 sierpnia na stadionie
- festiwal wsparty został przez Województwo Małopolskie w ramach projektu „Małopolska - nasz Region - nasza szansa”
- dzień wcześniej odbyły się zmagania młodych formacji w ramach III Przeglądu Zespołów Muzycznych RRF Support Brzeszcze 2009
- zespoły, które wystąpiły: Plebania, Jedyny Sensowny Wybór, Panna Marzena i Bizony, Strachy na Lachy, Lao Che, Indios Bravos, Apogeum Wszystkich Myśli, The Nuts, Volte Face, Krzywa Alternatywa, Pajujo

### 2010
- odbyła się w dniach 27 i 28 sierpnia na stadionie
- na dużej scenie zagrali: Komische Pilze, Zabili mi żółwia, Cała Góra Barwinków, Happysad, Dot Vibes (Włochy), Yellow Umbrella (Niemcy), Hornsman Coyote (Serbia), Fire in the hole, Jedyny Sensowny Wybór, GA GA, Farben Lehre, Pablopavo i Ludziki, MALEO Reggae Rockers
- na małej scenie zagrali: KSU, Human Trinity, 3R Salam Sound System, Mioush, Bas Tajpan, Bob One (Fandango Gang), Psychodelic Sexy Funk, Agreggat, Krzywa Alternatywa, Awariat na to, Panna Marzena i Bizony, Kings of unity, Terapia, Mirrordead, Dig up, Stroke, Variete, Skangur

### 2011
- odbyła się 26 i 27 sierpnia na stadionie
- na dużej scenie wystąpili: Leniwiec, Ziggie Piggie, Junior Stress i Sun El Band, Pogodno, Tabu, The Analogs, Plagiat 199, Hey, Bakshish, Dezerter
- na scenie alternatywnej wystąpili : A-Front, Slow, Gradu Minimo, Kristen, Kundle, Tides From Nebula, Ścianka, Pomau, Panna Marzena i Bizony, Orange the Juice
- Scena sound system: Human Trinity Sound, Tallib, Bas Tajpan, PZG

### 2012
- Odbyła się 25 sierpnia na stadionie
- na dużej scenie wystąpili: Jumanji, Koniec Świata, Reggafaya, Lao Che, Coma, Bednarek, Natural Dread Killaz
- na scenie alternatywnej wystąpili: Curly Heads, Baliama, Searching For Calm, Italian Scooters, Janusz Zdunek + Marienburg, Czerwie
- Na scenie HC : She Died In My Dreams, Past Day Memories, Strollin Through Brown Town, Capitan Grave, Sight to Bedhold, Drown My Day, Faust Again

### 2013
- odbyła się 24 sierpnia na stadionie KS Górnik
- na dużej scenie wystąpili: Adro, Krzywa Alternatywa, Farben Lehre, Luxtorpeda, Strachy na Lachy, Vavamuffin
- na scenie alternatywnej wystąpili: Substytut, The Cuts, Makowiecki, Negatyw, Besides
- na scenie punkowej wystąpili: Buster Bidon, Or not to be, ADHD Syndrom, Against all odds, Eye for an eye, Bulbulators